# Мартін Адамс
Мартін Адамс (англ. Martin Adams, нар. 4 червня 1956)  — англійський професійний гравець в дартс, триразовий чемпіон світу (BDO) з дартсу.

## Кар'єра
Адамс розпочав грати в дартс у 1981 році. Через рік він вступив в BDO.